# Guillermo de Torre
Guillermo de Torre (Madrid, 1900 — Buenos Aires, 14 de janeiro de 1971) foi um crítico literário e de arte, ensaísta, tradutor e poeta da chamada Geração de 27 na Espanha, notório por ter focado seu trabalho de análise sobre a arte e, principalmente, a poesia de vanguarda, a qual inicia na Espanha a partir da poesia daquela geração de poetas que contava com Federico García Lorca, Rafael Alberti e outros. Foi um dos primeiros poetas das vanguardas em língua castelhana a produzir caligramas e poemas visuais, e também é considerado um dos grandes expoentes da poesia daquela geração, além de ser o principal promotor das vanguardas hispânicas no século XX.

## Biografia
Guillermo de Torre nasce em Madri, na mesma casa que San Isidro. Tendo estudado Direito, quis ser diplomata, mas sua surdez o impediu, tendo voltado sua vocação para o "internacionalismo" para o conhecimento da literatura vanguardista internacional, tornando-se um erudito. Foi descrito como “o Menéndez Pelayo da literatura de vanguarda”. 
Foi um dos impulsionadores do ultraísmo, tendo publicado poemas e artigos na revista "Ultra". Em 19 de fevereiro de 1919 assinou junto a outros artista o manifesto "ULTRA: Manifiesto a la juventud literaria. 
De origem dadaísta, sua poesia converteu-se em breve a um Ultraísmo consciente. Depois da publicação dos poemas ultraístas de "Hélices" (1923), se orientou definitivamente à produção de ensaios artísticos e, principalmente, literários, focando o trabalho não apenas das vanguardas, mas também de poetas como Rubén Darío, de quem organizou uma antologia para a comemoração do centenário de nascimeto do poeta nicaraguense, fundador do modernismo de língua espanhola. 
Em 1925, na revista "Cosmópolis", iniciou uma série de artigos sobre as literaturas “novíssimas” que constituirian a base teórica do seu livro crítico mais importante, e o mais importante para as vanguardas de língua espanhola naquele momento, "Literaturas européias de vanguarda", publicado em uma primeira versão ainda naquele ano, posteriormente revista e ampliada.
Foi colaborador habitual da "Revista de Occidente", de "Sur y El sol", e fundador, junto com Giménez Caballero, da "Gaceta Literaria" (1927) e, junto con Pedro Salinas, de "Índice Literario" (1932).
Exilou-se da Espanha em função da perseguição pela ditadura de direita imposta pelo franquismo, se tornando, desde 1956, catedrático da Universidade de Buenos Aires, cidade onde fixou sua residência e adquiriu estabilidade financeira.
Se casou com a pintora Norah Borges, irmã de Jorge Luis Borges, e foi conselheiro da editora "Losada", na qual dirigiiu a coleção "Poetas de España y América". 
Ficou quase cego como seu cunhado Borges, porém até o seu último momento trabalhou em novos projetos literários"..

## Obra
Como crítico literário, Guillermo de Torre se preocupou com os movimientos literários, não centrando seu pensamento em poetas e escritores somente em sua especifidade, preferindo falar sobre gerações, referindo-se frequentemente ao que ele chamava "aire del tiempo", ou seja, o "espírito da época" ou mesmo “Zeitgeist”
Conforme o biógrafo e escritor espanhol Francisco Arias Solis,  
a importância de Guillermo de Torre é capital enquanto crítico literário, pois estabelece, logo após a I Guerra Mundial, "a ponte cultural entre a vanguarda européia (especialmente da França e da Itália) e os jovens escritores espanhóis, e, logo, entre a vanguarda espanhola e a Hispano-América".
Sua obra mais importante historicamente, "Literaturas europeas de vanguardia", é um dos documentos mais fiéis dos movimentos literários dos anos de 1920, que Guillermo de Torre viveu com absoluta entrega.
Como poeta, Guillermo de Torre, foi um cultivador da imagen e um experimentador da tipografia poemática e da poesia visual, inscrito em tendências dadaístas e ultraístas.
"Vida y arte de Picasso" marca o fruto do trabalho de sua etapa em atividades relacionadas com a pintura.

## Livros

### Poesia
- Hélices, Madrid: Mundo Latino, 1923.

### Crítica
- Manifiesto vertical, 1920.
- Literaturas europeas de vanguardia, Madrid: Caro Raggio, 1925.
- Examen de conciencia. Problemas estéticos de la nueva generación española. Buenos Aires: Humanidades, 1928.
- Itinerario de la nueva pintura española, Montevideo, 1931.
- Vida y arte de Picasso (1936)
- El fiel de la balanza, (1941), ensayo.
- Menéndez Pelayo y las dos Españas (1943)
- Guillaume Apollinaire: su vida, su obra y las teorías del cubismo (1946).
- La aventura y el orden (Buenos Aires, ed. Losada, 1948).
- Problemática de la literatura (1951)
- La metamorfosis de Proteo, (1956), ensaios.
- Claves de literatura hispanoamericana (1959)
- La aventura estética de nuestro tiempo (1961)
- Historia de las literaturas de Vanguardia (Madrid, Guadarrama, 1965).
- Ultraísmo, Existencialismo y Objetivismo en Literatura. Madrid: Guadarrama, 1968.
- El espejo y el camino (1968), ensayos.
- Minorías y masas en la cultura y el arte contemporáneo (1963)
- Al pie de las letras (1967)
- La metamorfosis de Proteo (1967)
- Nueva direcciones de la crítica literaria (1970)
- Doctrina y crítica literaria (1970).
- Correspondencia Juan Ramón Jiménez / Guillermo de Torre 1920-1956. Madrid / Frankfurt: Iberoamericana / Vervuert, 2006.